# Muhal Richard Abrams
Muhal Richard Abrams (Chicago, 19 settembre 1930 – 29 ottobre 2017) è stato un musicista e compositore statunitense.
Compositore e arrangiatore oltre che clarinettista, violoncellista e pianista creativo, fondatore di una band e primo presidente dell'autorevole gruppo AACM di Chicago è stato un innovatore nel free jazz.

## Biografia
Nato e cresciuto a Chicago, è stato una figura fondamentale per varie generazioni di musicisti jazz della città. Svolse gli studi musicali al Chicago Musical College e dopo quattro anni, nel 1948 cominciò ad assumere incarichi professionali in quella città, collaborando con musicisti come Clark Terry, Art Farmer, Max Roach, Roland Kirk e Zoot Sims. Alla fine degli anni cinquanta però sentì la necessità di andare oltre questo genere di musica attraverso prove più impegnative. Nel 1961 formò l'Experimental Band, un gruppo che sperimentando nuovi generi musicali, influenzò i musicisti d'avanguardia dei primi anni sessanta in America cercando nuovi sbocchi espressivi diversi da quelli seguiti dai colleghi musicisti di New York e della lontana Europa. Verso la metà degli anni sessanta fu socio fondatore dell'AACM (Association for the Advancement of Creative Musicians) imprimendo alla musica di quel genere un impeto creativo fondamentale.
Nel 1967 uscì, quasi in sordina, il suo primo album Levels and Degrees of Light; ma solo negli anni settanta cominciò a incidere regolarmente con il suo gruppo. Nel 1977 si trasferì a New York dove, suonando con piccoli gruppi e con grandi band, raggiunse il suo apice artistico con una serie di album incisi per la Black Saint tra i quali è incluso il suo capolavoro del 1989 The Hearinga Suite.